# Новодністровська міська рада
Но́водністро́вська міська́ ра́да — орган місцевого самоврядування в Чернівецькій області. Адміністративний центр — місто обласного значення Новодністровськ.

## Загальні відомості
- Новодністровська міська рада утворена 1993 рік.
- Територія ради: 7,09 км²
- Населення ради: 10 909 осіб (станом на 1 грудня 2014 року)

## Населені пункти
Міській раді підпорядковані населені пункти:
- м. Новодністровськ

## Склад ради
Рада складається з 22 депутатів та голови.
- Голова ради: Цимбалюк Наталя Олександрівна
- Секретар ради: Нажига Ігор Михайлович

### Керівний склад попередніх скликань
| ПІБ                           | Основні відомості                                                                   | Дата обрання | Дата звільнення |
| ----------------------------- | ----------------------------------------------------------------------------------- | ------------ | --------------- |
| Рачинський Ігор Олександрович | Міський голова, 1962 року народження, член Всеукраїнського об'єднання «Батьківщина» | 26.03.2006   | 31.10.2010      |
| Панчишин Руслан Ігорович      | Міський голова, 1979 року народження, освіта вища                                   | 31.10.2010   | 20.09.2011      |
| Мельник Володимир Петрович    | Міський голова, 1956 року народження, освіта вища, безпартійний                     | 02.06.2013   |                 |

Примітка: таблиця складена за даними джерела

### Депутати
За результатами місцевих виборів 2010 року депутатами ради стали:

#### За суб'єктами висування
| Суб'єкт висування                                       | Кількість обраних депутатів | %    |
| ------------------------------------------------------- | --------------------------- | ---- |
| Політична партія «Фронт Змін»                           | 7                           | 23,3 |
| Партія регіонів                                         | 6                           | 20   |
| Політична партія Всеукраїнське об'єднання «Батьківщина» | 5                           | 16,7 |
| Українська Народна Партія                               | 3                           | 10   |
| Єдиний Центр                                            | 2                           | 6,7  |
| Політична партія Народний Рух України за єдність        | 2                           | 6,7  |
| Політична партія «Сильна Україна»                       | 2                           | 6,7  |
| Соціал-демократична партія України (об'єднана)          | 2                           | 6,7  |
| Народна партія                                          | 1                           | 3,3  |

#### За округами
| № округу                                                | Прізвище, ім'я, по батькові       | Дата визнання обраним | Освіта                    | Партійна приналежність                                | Відомості про обраного депутата                                                    |
| ------------------------------------------------------- | --------------------------------- | --------------------- | ------------------------- | ----------------------------------------------------- | ---------------------------------------------------------------------------------- |
| Єдиний Центр                                            |                                   |                       |                           |                                                       |                                                                                    |
| 7                                                       | Ліщук Валентин Орестович          | 04.11.2010            | Освіта вища               | член Єдиного Центру                                   | Новодністровський ГРВ, командир                                                    |
| 10                                                      | Радамовський Микола Миколайович   | 04.11.2010            | Освіта вища               | член Єдиного Центру                                   | приватний підприємець                                                              |
| Народна Партія                                          |                                   |                       |                           |                                                       |                                                                                    |
| 5                                                       | Березніченко Надія Миколаївна     | 04.11.2010            | Освіта вища               | член Народної партії                                  | ДНЗ «Радість», завідувачка                                                         |
| Партія регіонів                                         |                                   |                       |                           |                                                       |                                                                                    |
| б/м                                                     | Ворошан Дмитро Тимофійович        | 04.11.2010            | Освіта вища               | член Партії регіонів                                  | Новодністровська міська рада, першій заступник міського голови                     |
| б/м                                                     | Юрчак Микола Ілліч                | 04.11.2010            | Освіта вища               | член Партії регіонів                                  | приватний підприємець                                                              |
| б/м                                                     | Петрик Борис Юхимович             | 04.11.2010            | Освіта вища               | член Партії регіонів                                  | ТОВ «Енергопром», начальник дільниці                                               |
| б/м                                                     | Шелудько Григорій Володимирович   | 04.11.2010            | Освіта середня спеціальна | позапартійний                                         | Торгово-виробнича фірма «Тріо», директор                                           |
| б/м                                                     | Чичановський Володимир Григорович | 04.11.2010            | Освіта вища               | член Партії регіонів                                  | ТОВ «Будмонтаж сервіс», керівник дільниці                                          |
| 3                                                       | Щаслива Тетяна Іванівна           | 04.11.2010            | Освіта вища               | член Партії регіонів                                  | Новодністровська міська лікарня, головний лікар                                    |
| Політична партія Всеукраїнське об'єднання «Батьківщина» |                                   |                       |                           |                                                       |                                                                                    |
| б/м                                                     | Манаскуров Ігор Вікторович        | 04.11.2010            | Освіта вища               | член Всеукраїнського об'єднання «Батьківщина»         | ПП «Мітакс», директор                                                              |
| б/м                                                     | Лутчак Микола Васильович          | 04.11.2010            | Освіта вища               | член Всеукраїнського об'єднання «Батьківщина»         | ТОВ «Мехтрасбуд», генеральний директор                                             |
| б/м                                                     | Вакарчук Валентина Петрівна       | 04.11.2010            | Освіта вища               | член Всеукраїнського об'єднання «Батьківщина»         | приватний підприємець                                                              |
| б/м                                                     | Осипенко Олена Іванівна           | 04.11.2010            | Освіта вища               | член Всеукраїнського об'єднання «Батьківщина»         | ОДЮСШ «Авангард», тренер-викладач                                                  |
| 15                                                      | Лазаренко Світлана Миколаївна     | 04.11.2010            | Освіта вища               | член Всеукраїнського об'єднання «Батьківщина»         | Новодністровський відділ освіти, начальник                                         |
| Політична партія Народний Рух України за єдність        |                                   |                       |                           |                                                       |                                                                                    |
| 12                                                      | Дідорук Іван Опанасович           | 04.11.2010            | Освіта середня спеціальна | член Народного Руху України за єдність                | ТОВ «Енергопром», механік                                                          |
| 13                                                      | Мариняк Сергій Петрович           | 04.11.2010            | Освіта вища               | позапартійний                                         | міська лікарня, лікар                                                              |
| Політична партія «Сильна Україна»                       |                                   |                       |                           |                                                       |                                                                                    |
| 6                                                       | Поцелуйко Валентина Павлівна      | 04.11.2010            | Освіта вища               | член Політичної партії «Сильна Україна»               | Новодністровська ДЮСШ, заступник директора з адміністративно-господарської частини |
| 14                                                      | Колодрівський Іван Васильович     | 04.11.2010            | Освіта середня            | член Політичної партії «Сильна Україна»               | приватний підприємець                                                              |
| Політична партія «Фронт Змін»                           |                                   |                       |                           |                                                       |                                                                                    |
| б/м                                                     | Кімаковська Оксана Василівна      | 04.11.2010            | Освіта вища               | член Політичної партії «Фронт Змін»                   | ВАТ «Укртелеком», оператор абонентного відділу                                     |
| б/м                                                     | Істінюк Галина Петрівна           | 04.11.2010            | Освіта вища               | член Політичної партії «Фронт Змін»                   | ТОВ «Фенікс», директор                                                             |
| б/м                                                     | Цопа Владислав Іванович           | 04.11.2010            | Освіта середня            | член Політичної партії «Фронт Змін»                   | Комунальне підприємство «На свої хвилі», директор                                  |
| б/м                                                     | Шевчик Роза Миколаївна            | 04.11.2010            | Освіта вища               | член Політичної партії «Фронт Змін»                   | КП «На свої хвилі», оператор комп'юторної верстки                                  |
| 1                                                       | Мандебура Олег Вікторович         | 04.11.2010            | Освіта вища               | член Політичної партії «Фронт Змін»                   | приватний підприємець                                                              |
| 2                                                       | Ваданюк Руслан Михайлович         | 04.11.2010            | Освіта середня спеціальна | член Політичної партії «Фронт Змін»                   | тимчасово не працює                                                                |
| 9                                                       | Цимбалюк Наталя Олександрівна     | 04.11.2010            | Освіта вища               | член Політичної партії «Фронт Змін»                   | КП «Новодністровський житловик», бухгалтер                                         |
| Соціал-демократична партія України (об'єднана)          |                                   |                       |                           |                                                       |                                                                                    |
| б/м                                                     | Болдашев Анатолій Іванович        | 04.11.2010            | Освіта вища               | член Соціал-демократичної партії України (об'єднаної) | ТОВ «Дністер-СГЕМ», начальник УТВ                                                  |
| б/м                                                     | Григораш Лариса Іванівна          | 04.11.2010            | Освіта вища               | член Соціал-демократичної партії України (об'єднаної) | Чернівецький національний університет, науково-консультаційний центр, директор     |
| Українська Народна Партія                               |                                   |                       |                           |                                                       |                                                                                    |
| 4                                                       | Даскальчук Людмила Володимирівна  | 04.11.2010            | Освіта вища               | член Української Народної Партії                      | Відділ освіти, логопед                                                             |
| 8                                                       | Томнюк Ганна Пилипівна            | 04.11.2010            | Освіта вища               | член Української Народної Партії                      | міська лікарня, завідувачка терапевтичного відділення                              |
| 11                                                      | Силантьєва Серафима Федорівна     | 04.11.2010            | Освіта середня спеціальна | член Української Народної Партії                      | міська лікарня, старша медична сестра                                              |